# Boy Waterman
Boy Waterman (Lelystad, 24 januari 1984) is een Nederlands voormalig voetballer van Surinaamse afkomst die speelt als doelman. Hij won met Jong Oranje het Europees kampioenschap voetbal onder 21 in 2007.

## Clubcarrière

### SC Heerenveen
Waterman maakte zijn debuut bij sc Heerenveen op 25 februari 2004 in de wedstrijd tegen Ajax, de club waar hij de jeugdopleiding doorliep. Deze wedstrijd werd met 4–1 gewonnen door sc Heerenveen. In het seizoen 2004/05 raakte Waterman na vier wedstrijden ernstig geblesseerd en moet hij zijn basisplaats afstaan aan tweede doelman Brian Vandenbussche. Pas aan het eind van dat seizoen speelde hij weer een wedstrijd voor sc Heerenveen. In dit seizoen kwalificeerde hij zich met Heerenveen voor de UEFA Cup. Waterman speelde, ondanks dat hij geen basisspeler was bij zijn club, toch enkele wedstrijden voor Jong Oranje in dat seizoen.

### AZ
Op 27 januari 2007 werd bekendgemaakt dat Boy Waterman het seizoen 2006/07 op huurbasis zou afmaken bij AZ. In april 2007 nam AZ Waterman definitief over van sc Heerenveen, na hem eerst een halfjaar gehuurd te hebben van diezelfde club. Na ruim een jaar als basisspeler onder de lat gestaan te hebben moest hij zijn plek afstaan aan de Argentijn Sergio Romero. In de zomer van 2008 bleek tijdens de zomerstop dat de kansen van Romero op een basisplaats groter waren dan die van Waterman. Dit resulteerde in een verhuur aan ADO Den Haag in het seizoen 2008/09.
In februari 2010 werd hij door AZ opnieuw verhuurd aan het Noorse Viking FK tot medio 2010. Door een blessure van de doelman vond deze verhuur echter geen doorgang. Na hersteld te zijn van zijn blessure, vervolgde Waterman zijn loopbaan bij De Graafschap. AZ verhuurde de speler wederom in het seizoen 2010/11.

### Alemannia Aachen
Op 13 juni 2011 werd bekend dat Waterman een contract had getekend bij Alemannia Aachen na transfervrij vertrokken te zijn bij AZ. Bij de Duitse club, die toen uitkwam in de 2. Bundesliga, speelde hij in de basis. In het seizoen 2011/12 kwam hij tot dertig competitieoptredens. Waterman kon echter niet voorkomen dat Aachen op de laatste speeldag degradeerde uit de 2. Bundesliga. Door die degradatie kon de doelman transfervrij vertrekken.

### PSV
Op 26 mei 2012 tekende hij een contract voor een jaar bij PSV dat hem transfervrij overnam van Alemannia Aachen. Waterman begon het seizoen als tweede doelman bij PSV. Op 29 augustus debuteerde hij met PSV in de UEFA Europa League, tegen Zeta Golubovci, toen eerste doelman Przemysław Tytoń, na een 5–0-uitoverwinning in de eerste wedstrijd, werd gespaard. Op 20 september, voorafgaand aan de UEFA Europa League-wedstrijd tegen Dnjepr Dnjepropetrovsk, maakte trainer Dick Advocaat bekend dat Waterman voorlopig de voorkeur zou krijgen boven Tytoń. Hij speelde dat seizoen 29 competitiewedstrijden.

### Karabükspor
Na het seizoen 2012/13 haalde PSV de aan RKC Waalwijk verhuurde Jeroen Zoet terug als eerste doelman en werd het contract met Waterman niet verlengd. Hierop tekende hij in juli 2013 een tweejarig contract bij Karabükspor. Hij werd daar eerste doelman en speelde in twee seizoenen 65 competitiewedstrijden. Hij werd in zijn eerste seizoen zevende in de Süper Lig met de club, maar het jaar daarop volgde degradatie.

### APOEL Nicosia en OFI Kreta
Waterman tekende in juli 2015 een contract tot medio 2017 bij APOEL, de kampioen van Cyprus in het voorgaande seizoen. Daarvoor maakte hij op dinsdag 14 juli zijn debuut, tijdens een wedstrijd in de voorrondes van de UEFA Champions League tegen FK Vardar Skopje (0–0). Met zijn club werd hij vier keer landskampioen van Cyprus. In augustus 2020 ging Waterman naar het Griekse OFI Kreta.

### Terug bij PSV
Op 20 juni 2022 maakte PSV bekend dat Waterman na negen jaar terugkeerde bij de club. In de laatste speelronde van het seizoen 2023/24 viel Waterman vijf minuten voor tijd in voor Walter Benitez. Dit zouden ook zijn laatste minuten als profvoetballer zijn, daar hij de zomer daarop zijn carrière beëindigde en aan de slag ging als keeperstrainer bij Jong PSV.

## Clubstatistieken
| Seizoen                           | Club             | Competitie      | Competitie | Competitie | Beker | Beker | Internationaal | Internationaal | Overig | Overig | Totaal | Totaal |
| Seizoen                           | Club             | Competitie      | Wed.       | Dlp.       | Wed.  | Dlp.  | Wed.           | Dlp.           | Wed.   | Dlp.   | Wed.   | Dlp.   |
| --------------------------------- | ---------------- | --------------- | ---------- | ---------- | ----- | ----- | -------------- | -------------- | ------ | ------ | ------ | ------ |
| 2003/04                           | sc Heerenveen    | Eredivisie      | 1          | 0          | 0     | 0     | 0              | 0              | 0      | 0      | 1      | 0      |
| 2004/05                           | sc Heerenveen    | Eredivisie      | 5          | 0          | 0     | 0     | 0              | 0              | 0      | 0      | 5      | 0      |
| 2005/06                           | sc Heerenveen    | Eredivisie      | 11         | 0          | 0     | 0     | 4              | 0              | 0      | 0      | 15     | 0      |
| 2006/07                           | → AZ             | Eredivisie      | 11         | 0          | 2     | 0     | 6              | 0              | 4      | 0      | 23     | 0      |
| 2007/08                           | AZ               | Eredivisie      | 22         | 0          | 0     | 0     | 5              | 0              | 0      | 0      | 27     | 0      |
| 2008/09                           | → ADO Den Haag   | Eredivisie      | 10         | 0          | 3     | 0     | 0              | 0              | 0      | 0      | 13     | 0      |
| 2009/10                           | → ADO Den Haag   | Eredivisie      | 0          | 0          | 0     | 0     | 0              | 0              | 0      | 0      | 0      | 0      |
| 2010/11                           | → De Graafschap  | Eredivisie      | 33         | 0          | 1     | 0     | 0              | 0              | 0      | 0      | 34     | 0      |
| 2011/12                           | Alemannia Aachen | 2. Bundesliga   | 30         | 0          | 1     | 0     | 0              | 0              | 0      | 0      | 31     | 0      |
| 2012/13                           | PSV              | Eredivisie      | 29         | 0          | 5     | 0     | 7              | 0              | 0      | 0      | 41'    | 0      |
| 2013/14                           | Karabükspor      | Süper Lig       | 34         | 0          | 0     | 0     | 0              | 0              | 0      | 0      | 34     | 0      |
| 2014/15                           | Karabükspor      | Süper Lig       | 21         | 0          | 0     | 0     | 4              | 0              | 0      | 0      | 25     | 0      |
| 2015/16                           | APOEL            | A Divizion      | 20         | 0          | 0     | 0     | 12             | 0              | 0      | 0      | 32     | 0      |
| 2016/17                           | APOEL            | A Divizion      | 34         | 0          | 0     | 0     | 16             | 0              | 0      | 0      | 50     | 0      |
| 2017/18                           | APOEL            | A Divizion      | 5          | 0          | 0     | 0     | 9              | 0              | 0      | 0      | 14     | 0      |
| 2018/19                           | APOEL            | A Divizion      | 21         | 0          | 0     | 0     | 8              | 0              | 0      | 0      | 29     | 0      |
| 2019/20                           | APOEL            | A Divizion      | 2          | 0          | 2     | 0     | 1              | 0              | 1      | 0      | 6      | 0      |
| 2020/21                           | OFI Kreta        | Super League    | 22         | 0          | 0     | 0     | 1              | 0              | 0      | 0      | 23     | 0      |
| 2021/22                           | OFI Kreta        | Super League    | 8          | 0          | 3     | 0     | 0              | 0              | 0      | 0      | 11     | 0      |
| 2022/23                           | PSV              | Eredivisie      | 0          | 0          | 0     | 0     | 0              | 0              | 0      | 0      | 0      | 0      |
| 2023/24                           | PSV              | Eredivisie      | 1          | 0          | 0     | 0     | 0              | 0              | 0      | 0      | 1      | 0      |
| Carrière totaal                   | Carrière totaal  | Carrière totaal | 320        | 0          | 17    | 0     | 73             | 0              | 5      | 0      | 415    | 0      |
| Bijgewerkt tot en met 20 mei 2024 |                  |                 |            |            |       |       |                |                |        |        |        |        |

## Interlandcarrière
Hij nam deel aan het Europees kampioenschap voetbal onder 16 - 2001. Waterman won met Jong Oranje het Europees kampioenschap voetbal onder 21 in 2007. In de halve finale tegen Jong Engeland stopte hij drie strafschoppen, waardoor zijn ploeg zich plaatste voor de finale. Op 23 juni 2007 won Jong Oranje met 4–1 de finale van Jong Servië.

## Erelijst
Nederland onder 21
- Europees kampioenschap voetbal onder 21: 2007

 PSV
- Eredivisie: 2023/24
- KNVB beker: 2022/23
- Johan Cruijff Schaal: 2012, 2022, 2023

 Apoel Nicosia
- A Divizion: 2015/16, 2016/17, 2017/18, 2018/19
- Cypriotische Supercup: 2019